# Кристал Ривер (Флорида)
Кристал Ривер (енгл. Crystal River) град је у америчкој савезној држави Флорида. По попису становништва из 2010. у њему је живело 3.108 становника.

## Демографија
Према попису становништва из 2010. у граду је живело 3.108 становника, што је 377 (10,8%) становника мање него 2000. године.
| Група             | 2000.         | 2010.         |
| Белци             | 2.857 (82,0%) | 2.592 (83,4%) |
| Афроамериканци    | 449 (12,9%)   | 236 (7,6%)    |
| Азијати           | 46 (1,3%)     | 64 (2,1%)     |
| Хиспаноамериканци | 106 (3,0%)    | 161 (5,2%)    |
| Укупно            | 3.485         | 3.108         |